# Hòa Thạc Đôn Khác Công chúa
Hòa Thạc Đôn Khác Công chúa (chữ Hán: 和硕敦恪公主, 3 tháng 2 năm 1691 - 2 tháng 1 năm 1709), Công chúa nhà Thanh, là Hoàng nữ thứ 15, cũng là Hoàng nữ nhỏ nhất sống đến tuổi trưởng thành của Khang Hi Đế, xếp thứ tự là Thập Công chúa.

## Cuộc sống
Hòa Thạc Đôn Khác Công chúa sinh vào ngày 6 tháng 1 (âm lịch) năm Khang Hi thứ 30 (1691), là em gái Di Hiền Thân vương Dận Tường và Hòa Thạc Ôn Khác Công chúa. Sinh mẫu là Kính Mẫn Hoàng quý phi Chương Giai thị.
Năm Khang Hi thứ 47 (1708), Thập Công chúa được phong Hòa Thạc Đôn Khác Công chúa. Tháng 12, hạ giá Thai cát Đa Nhĩ Tể (多尔济) thuộc Bác Nhĩ Tế Cát Đặc thị của Khoa Nhĩ Thấm bộ, có hơn mười nhân hộ bồi giá. Ngạch phò Đa Nhĩ Tể là tằng tôn của Đạt Nhĩ Hãn Thân vương Mãn Châu Tập Lễ – anh trai của Hiếu Trang Hoàng Thái hậu. Tháng 12 năm sau (1709), bà qua đời tại Kinh thành khi mới 19 tuổi, để lại đứa con gái mới sinh.
Năm Ung Chính thứ 2 (1724), Ung Chính Đế gả con gái của bà cho con trai của Thuần Khác Công chúa là Tô Ba Thập Lễ (苏巴什礼). Ngoài của hồi môn hào phóng cho cháu gái theo quy chế của Quận chúa, Ung Chính Đế còn đem nhân hộ bồi giá của Đôn Khác Công chúa và Huyện quân - đích thê của Cung Cách Lạt Bố Thản, em trai Lục Ngạch phò Sách Lăng - hợp lại trở thành Tương Hoàng kỳ Mông Cổ kỳ hạ nhất Tá lĩnh, giao cho Tô Ba Thập Lễ quản lý. Đồng thời, chiếu theo lệ của Tông thất, phong Tô Ba Thập Lễ làm Phụ Quốc công, cao hơn tước Công của Mông Cổ.

## Sau khi mất
Năm Khang Hi thứ 49 (1710), linh cữu Hòa Thạc Đôn Khác Công chúa được đưa về an táng ở Khoa Nhĩ Thẩm. Khang Hi Đế còn lệnh cho An Quận vương Hoa Di, Bình Quận vương Nột Nhĩ Tô hộ tống linh cữu. Đoàn hộ tống linh cữu của Công chúa tổng cộng có 2 vị Quận vương, 2 vị Tán trật đại thần và 1 vị Thị lang, đội ngũ hùng hậu, phẩm cấp tương đối cao, qua đó có thể thấy sự thương tiếc của Khang Hi Đế đối với bà.
Năm Khang Hi thứ 58 (1719), Ngạch phò Đa Nhĩ Tể bị hoạch tội, bị tước đi tư cách "Ngạch phò" nhưng vẫn giữ lại phẩm cấp "Thai cát". Một năm sau thì qua đời.